# Biblioteca de la Universitat de Kassel

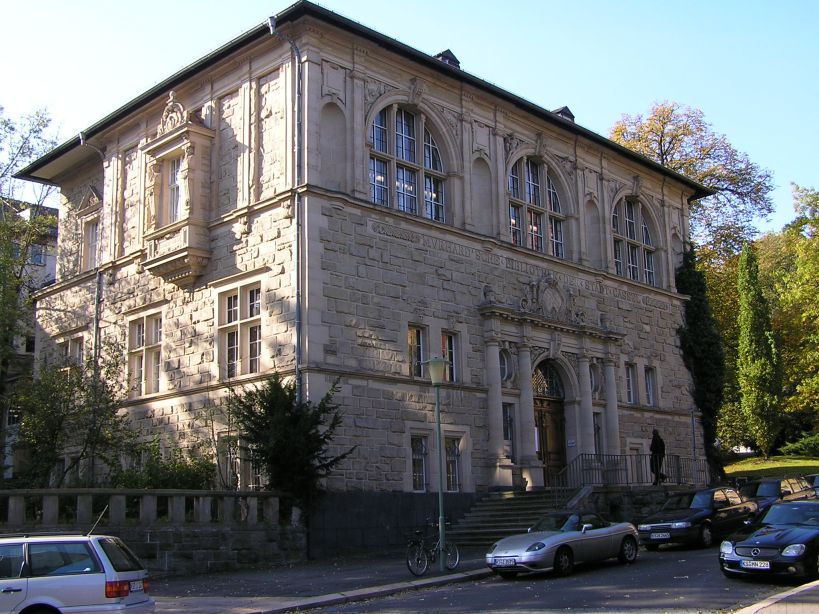
Vista de la Landes- und Murhardschen Bibliothek, 2004

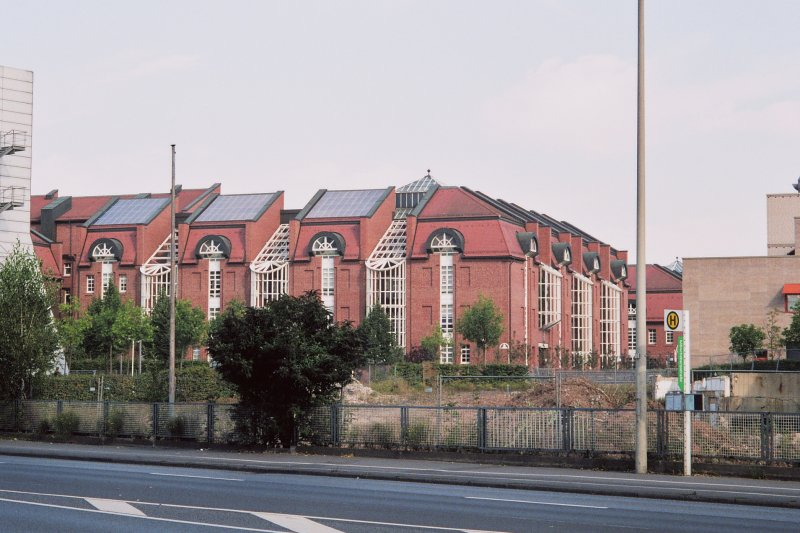
Vista de la Biblioteca Universitària

La Universitätsbibliothek Kassel (o Biblioteca de la Universitat de Kassel) és una biblioteca situada a la ciutat de Kassel, Alemanya. Comprèn les col·leccions de l'antiga Landesbibliothek (biblioteca estatal) i Murhardsche Bibliothek der Stadt Kassel (Biblioteca Murhard de la ciutat de Kassel), així com la de la biblioteca de la Universitat de Kassel; entre els fons de la biblioteca hi ha el manuscrit del poema l'alemany del segle IX, el Hildebrandslied.
El primer element de la biblioteca, la Landesbibliothek, va evolucionar a partir de la col·lecció de la Biblioteca de la Cort de Kassel dels Landgraves de Hesse, i es va convertir oficialment en una "biblioteca estatal" amb la Constitució de Hesse de 1831. La seva col·lecció es trobava al Fridericianum, el primer museu públic d'Europa continental, i estava especialitzat en els camps de la història, la filologia, l'arqueologia, l'art, la geografia, la teologia i el dret.
La biblioteca del segon element, la Murhardsche Bibliothek der Stadt Kassel, va servir durant molt de temps com a segona biblioteca de recerca de la ciutat. Fundada l'any 1845 pels germans Friedrich i Karl Murhard, fills d'una antiga dinastia de mercaders de Hesse, es va especialitzar en ciències polítiques, economia i pedagogia.
El tercer element comprenia els fons de la Universitat de Kassel, fundada en la seva encarnació moderna el 1970.
Les tres biblioteques es van fusionar en un sol sistema el 1976.

## Bibliografia

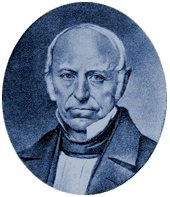
Karl Bernhardi (1799-1874), bibliotecari de la Landesbibliothek Kassel, 1859-74